# 成田ゆうこ
成田 ゆうこ（なりた ゆうこ、1986年11月22日 - ）は、三重県出身のパチンコライター、タレント。元グラビアアイドル。愛称は なりなり、なりちゃん。

## 来歴
2009年1月25日、渋谷アイドル100人劇場の公開オーディションに合格、以降同劇場にB組メンバーで出演。
2009年9月、あっ!とおどろく放送局の『サバイバルオーディション』で共演する伊藤芽衣とコンビ「メイとゆう子」を結み、M-1グランプリに出場。2回戦まで進出。
2011年11月、応募者約300名の中からサンスポアイドルリポーター SIR候補生（SIR20）に選出され、その後3か月の活動（サバイバルレース）により特別賞を受賞し、正規メンバーとなる。
2014年1月をもってSIRを卒業（卒業スペシャルライブは2月28日に開催）。アイドル活動に区切りをつけ、パチンコライター（『パチンコ必勝ガイド』専属）に転身。 
2021年7月1日、公式ツイッターで結婚したことを報告。

## 人物
- 中学時代は「不登校でゲーマー、金儲けに走っていた」。幼少時は超貧乏生活を送り、貧乏が原因で家族が離散している[1]。東京生まれだが、この離散で三重に引っ越し、ほとんど風呂に入らず水道の蛇口で顔や髪を濡らしていたという[2]。
- パチンコ・パチスロ好きで、「日本一のパチドル」を目指している（ブログでの自己紹介より）。『カード学園』では「生活を賭けるほど」パチンコ好きとも紹介され、この番組でも「パチドル」のキャッチコピーが付いていた。また、自身の夢として「日本全国を旅打ちして、全てのホールを回りたい」と語っている。[3]
- 自らの名を冠したパチンコ番組を持っていたほか、他のパチンコ番組にもゲスト出演している。
- 帰省先の三重県で大晦日に行われるパチンコホールの終夜営業イベントで実践して年を越すことを恒例としており、2013-2014年の年越しでは36時間実践したことをブログで報告している。[4]
- 2013年10月に導入されたパチンコ「CR KING of KEIBA」で念願のパチンコ台への出演を叶えた。この時の彼女のコメントは「小さい頃からの夢で、ずっと"台に出たい"と言い続けてきたので、すごく嬉しい！」という、やや危険な内容のものであった。なお、撮影は前年SIR正式メンバーに選ばれて間もない頃に行われており、正式メンバーのユニフォームがまだ出来あがっていなかったため、候補生のユニフォームで出演している。
- Super Sonic Satellites（2009年）、Fighting Girls 7（2013年）で女子プロレス（キャットファイト）にも参戦。
- 資格は普通自動車免許、パチンコ検定2級。特技はテレビゲーム、将棋、レジ打ち、肩揉み。趣味は食べ歩き、お風呂、妄想。

## アイドルユニット
- Lovin'☆Girls
- サンスポアイドルリポーター SIR（2012年2月～2014年1月）

イメージカラーは青。キャッチコピーは1年目は「パチンコ命のド本命アイドル！」、2年目は「天下御免の青春アタッカー」であった。
ユニット内では「謝罪係」であり、SIRの冠番組「開店!SIRの生カフェ」（ニコニコ生放送公式チャンネル）放送中にトラブルが発生すると視聴者から「成田謝罪」のコメントが飛び交い、彼女が謝罪するということが慣例となっていた。また、長身の成田に対して視聴者から「なりちゃん座って」というコメントが流れ、彼女が「座っとるわい！」と返事するシーンが半ばお約束のように繰り返されていた。

## 出演

### テレビ
- ルドイア☆星惑三第（日本テレビ） - 小惑星アイドル「成田パラス」として出演。
- 真王伝説『真王 運命の10カウント〜まゆとゆうこの出玉遊び〜』（テレビ埼玉）- 2008年2月
- 真王伝説『真王 アイドルバトルサバイバル』（テレビ埼玉）- 2008年3月
- 怒りオヤジ3（テレビ東京） - 2008年9月18日「パチンコがやめられない親子」
- アリケン（テレビ東京） - 2009年6月27日「色っぽいモネア」
- プリティアンブレラ（テレビ埼玉）- 2009年8-9月
- カード学園（TBSテレビ） - 1期生としてレギュラー出演 - 2009年10月9日-30日
- CR成田ゆうこ パチンコ愛＄道 - 冠番組メインMC（BayTV）
- 第1回ゲストは大崎一万発 #4（スカパー! パチテレ！）- 2012年8月18日
- レディースバトル～二階堂が挑戦～ #125 #126（スカパー! パチテレ！）- 2013年3月
- 木村魚拓の窓際の向こうに #126（スカパー!パチテレ！）- 2013年7月28日
- マニアの遺言 #67 #68（スカパー!パチテレ！）- 2014年1月1日,15日
- 今夜もドル箱V（テレビ東京）- 2014年8月5日,12日

### インターネット放送
- それ行けテンポザン!（あっ!とおどろく放送局 2008年6月15日-9月21日）NNTG（3代目テンポザンガール）
- Lovin'☆Girlsのサバイバルオーディション（あっ!とおどろく放送局 2008年12月4日-2009年8月27日）
- サバイバルオーディション（あっ!とおどろく放送局 2009年9月3日-2010年2月18日）
- GIRLS TRAIN（あっ!とおどろく放送局）（2009年4月10日、11月13日）
- すもも（Mopal 2010年1月8日-）-第8回放送にて「第八代すもも番長」を襲名する。
- 電撃ネットワーク公開実験（ニコニコ生放送　第1、第3木曜日　19:00～20:00）
- 金曜日のねこたち（ニコニコ生放送）
- SIRアミューズメント放送局 アイドルリポーターのキセキ（下北FM／ニコニコ生放送公式チャンネル） 2012年4月5日-2013年3月7日
- SIRアミューズメント放送局「開店!SIRの生カフェ」（ニコニコ生放送公式チャンネル） 2012年11月2日-2014年1月31日
- 成田ゆうことパチトーク（ニコニコ生放送）-2014年3月21日
- みんなのパチンコフェス2023（2023年11月4日、日本遊技機工業組合／KIBUN PACHI-PACHI委員会）[5]

### CM
- 東京サマーランド（2009年）

### 映画
- オーズ・電王・オールライダー レッツゴー仮面ライダー（東映、2011年4月公開）

### 舞台
- 朝倉薫演劇団ファンタスティックコメディ「恋する悪魔」（2009年8月21日-23日、銀座みゆき館劇場）丸松 茂 役

### Webコンテンツ
- アイドル誕生!TV（ぶんか社ライブチャット）
- もぎたて!naviガール学園（フジテレビ公式サイト）
- Meet the girl（動画配信コンテンツ）

### パチンコ台
- CR KING of KEIBA（藤商事 2013年）

## リリース作品

### 写真集
- GIRLS TRAIN 動画付写真集 No.081 成田ゆうこ（シーズファクトリー）

### DVD
- ルドイア☆星惑三第 ファイナル最終回の一つ前（2007年9月27日、バップ）
- 就活女子大生セクハラ体験（2009年10月3日、金銀財宝社）
- Crying Girl 泣き顔（2010年3月26日、アミューズソフトエンタテインメント）
- リアルオーディション Hime(バラエティ)（2011年4月22日、ベンテンエンタテインメント）
- 侵略者～INVADER～ Vol.03 （2013年4月26日、SUPER SONIC SATELLITES）

### CD
- いかすぜ! ユニバース （ルドイア☆星惑三第 第2弾CD）
- ラヴィン☆ガールズ（2009年3月、ユニット『Lovin`☆Girls』として 収録曲：『PIKALORFUL』『Rabbit moon』）